# 宮川潤一
宮川 潤一（みやかわ じゅんいち、1965年12月1日 - ）は、日本の実業家。MONET Technologies代表取締役社長兼最高経営責任者、ソフトバンク代表取締役社長執行役員兼CEO、電気通信事業者協会会長。スプリント最高執行責任者なども歴任。孫正義の後継者の1人として知られている。愛知県犬山市出身、花園大学文学部仏教学科仏教学卒業。

## お寺の息子からソフトバンク社長
愛知県犬山市生まれ。実家は愛知県犬山市にある実家の臨済宗清水寺。父親の願いもあり、花園大学に入学。学費を稼ぐためにバーで働き、来店する財界人の姿を見てビジネスへの思いを強くした。
1988年（平成元年）花園大学文学部仏教学科仏教学コースを卒業後、経済を学ぶために会計事務所入所。本来なら実家の寺を継ぐはずだったが「35歳まで好きなことをやらせてほしい」と父親と掛け合い、大学を出るとゴミ焼却炉の製造、販売を始める。時はインターネットの黎明期。「これからはネットの時代だ」と考えて、ネット接続プロバイダーに鞍替えする。
1991年起業。インターネットが日本で一般商用利用可能となった1994年以降、インターネットサービス・プロバイダー(ISP)会社 ももたろうインターネットを設立、代表取締役社長に就任。全く門外漢だったので岐阜大学に頼み込んで学生の手を借りて事業を立ち上げた。
2000年名古屋めたりっく通信代表取締役社長に就任。地元名古屋でそこそこの成功を収めていた宮川に孫正義から突然の電話が掛かってくる。「君は名古屋で終わる気か？　俺ともっと大きなことをやらんか」。その後、2001年6月、NTTに挑戦したブロードバンド、「泥船」とまでいわれた英ボーダフォン日本法人買収による携帯参入。通信業界の再編の波の中で、孫とともに修羅場をくぐることになる。当時の部下に和田哲幸がいた。
2001年ビー・ビー・テクノロジー社長室長に就任、2002年東京めたりっく通信代表取締役社長、大阪めたりっく通信代表取締役社長、ヴォックスネット代表取締役社長に就任。その後経営破綻によってソフトバンクに買収され、同社内で進んでいた「ヤフーBB」と統合される。実質的に、この統合後の組織とノウハウが、ソフトバンクによるブロードバンド事業を立ち上げる上での中核となっていく。この段階でソフトバンクに合流、孫正義から現場を一手に任される立場となった。
2003年ソフトバンクBB取締役、2004年日本テレコム取締役常務執行役、BBモバイル取締役、ソフトバンクBB常務取締役。2005年日本テレコム取締役専務執行役、2006年ソフトバンクモバイル取締役専務執行役技術副統括ネットワーク統括本部長（CTO）、2007年ソフトバンクモバイル取締役専務執行役員兼CTO、ソフトバンクBB取締役専務執行役員、ソフトバンクテレコム取締役専務執行役員、2010年ウィルコム管財人代理、Wireless City Planning取締役COO、ウィルコム取締役、2011年ソフトバンクテレコム取締役CTO、2013年イー・アクセス取締役、2014年ワイモバイル取締役、スプリントCOO、SoftBankUSCorp.CEO、BBIX取締役、Wireless City Planning取締役、ソフトバンクサテライトプランニング取締役、2016年ソフトバンク専務取締役CTO、2017年ビー・ビー・バックボーン代表取締役社長、2018年ソフトバンク代表取締役副社長執行役員兼CTO テクノロジーユニット統括兼技術戦略統括と経営陣としての実績を着実に積み重ねた。
2018年にはトヨタ自動車とソフトバンクが共同出資したMONET Technologiesを設立し、代表取締役社長兼CEO。
2021年（令和3年）に、ソフトバンク代表取締役社長となった。2023年電気通信事業者協会会長。